# Apparatschik (Band)
Apparatschik ist eine Band aus Berlin, die seit 1989 besteht.

## Geschichte
Olaf Opitz (Künstlername Oljeg Matrosow) ging 1986 von der DDR nach West-Berlin. Mit anderen Musikern bildete er 1988 ein Trio aus Gitarre, Akkordeon und Balalaika. Zuerst wurde auf privaten Feiern und auf der Straße gespielt, bevor die ersten offiziellen Auftritte stattfanden. Der Name Apparatschik wurde gewählt, weil während der Zeit von Glasnost und Perestroika die russische Innenpolitik ein häufiges Thema in der Presse war und dabei auch dieser Ausdruck fiel.
Ab 1993 wurde mit der Berliner Ska-Band Blechreiz das Projekt „Skasdrowje“ ins Leben gerufen. Diese multikulturelle Big Band bot russische Folklore im Ska-Rhythmus auf vielen Festivals dar.
Die Band spielt nach eigenem Bekunden „Volxmusik“ mit überwiegend russischen Texten zu Tanzmusik mit den Instrumenten E-Gitarre, Balalaika, Geige, Akkordeon, Schlagzeug und Orgel. Ihre Version von russischer Musik ist durch schnelle Polka- und Ska-Titel, Trinklieder und lyrische Balladen gekennzeichnet.
Apparatschik-Musiker wirkten 2006 an der modernen Inszenierung der Barock-Oper „Orest“ von Georg Friedrich Händel an der Komischen Oper in Berlin mit. Apparatschik führten außerdem ihre Stücke zusammen mit dem Philharmonieorchester der Chemnitzer Oper auf.

## Diskografie
- 1994: Apparatschik
- 2004: Aurora
- 2015: Apparatschik – Live in Berlin (Raumer Records)
- 2019: Apparatschik – Kurs Ost-West (Raumer Records)

### Mit Oljeg Matrosov als Gast
- 1996: Edle Einfalt – Stille Grösse (Freunde der italienischen Oper)
- 2000: T of U[2]
- 2001: Kosakabilly from Baikonur (Ray & The Rockets)
- 2002: The EP & Single Collection – Rock´n´Roll & Cosmonautabilly From Outer Space (Ray & The Rockets)
- 2003: Gipsy Fantasies (Natascha Osterkorn), Raumer Records
- 2005: Sovietabilly (Dr. Bajan)
- 2009: always happy – modern gipsy music (Natascha Osterkorn), Raumer Records